# Geely MK
Geely MK — седан класу «C» китайської компанії Geely Automobile. Виробництво розпочато у 2006 році.

## Опис моделі

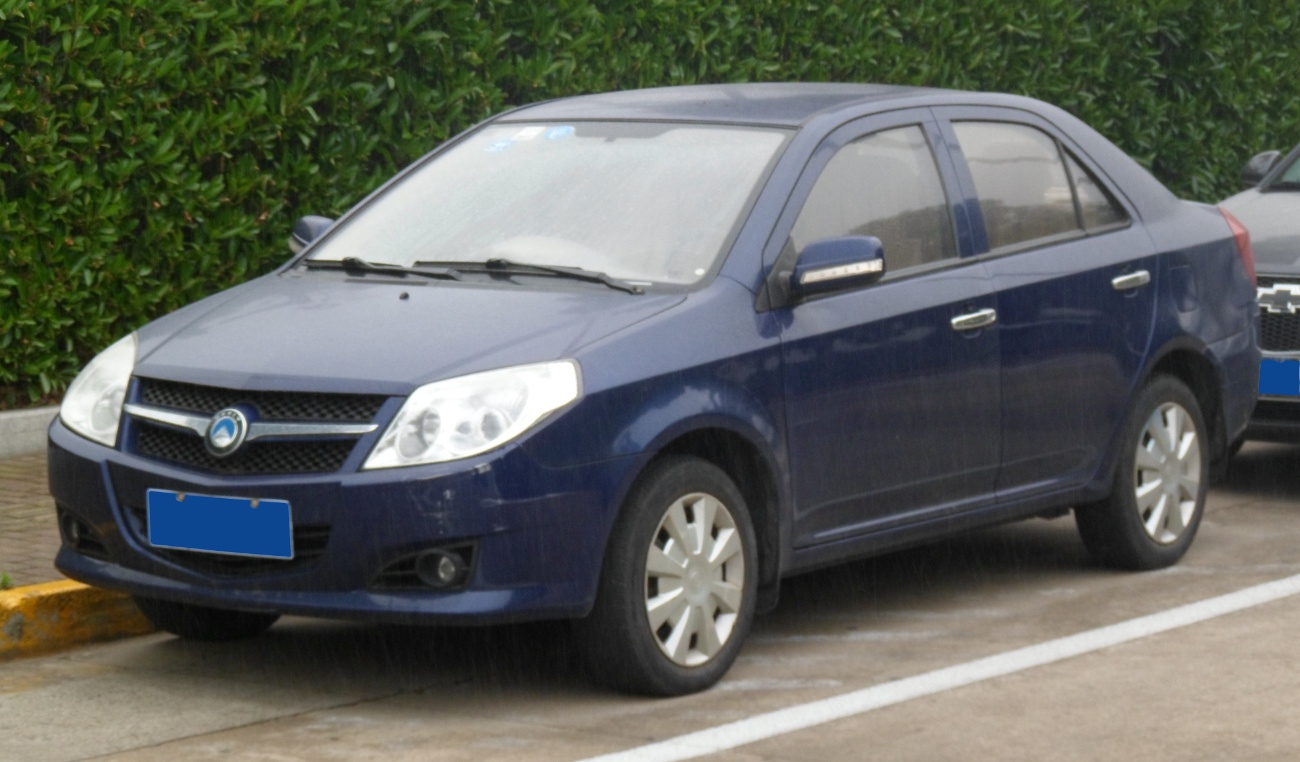
Geely King Kong 2

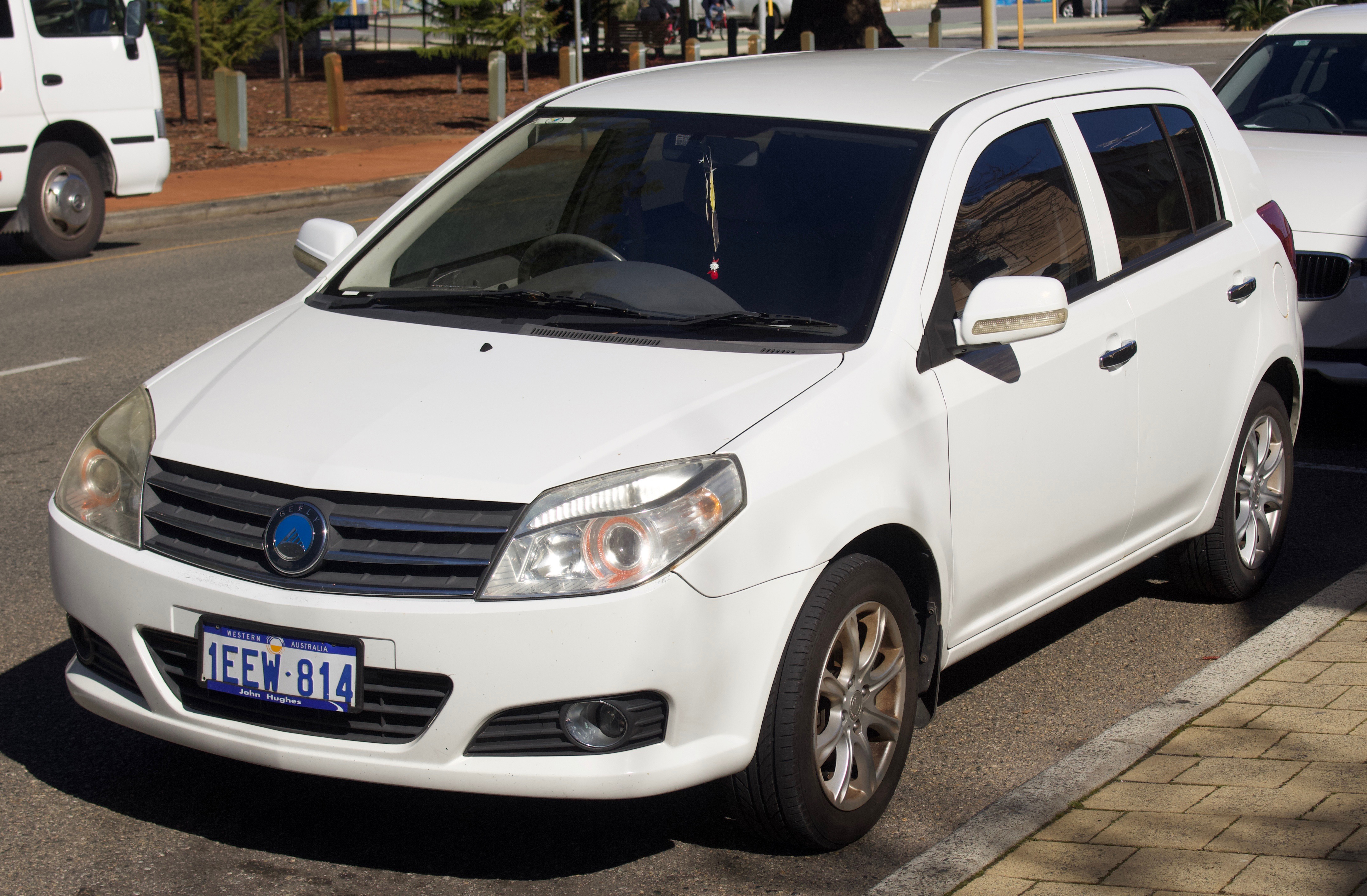
Geely MK-2

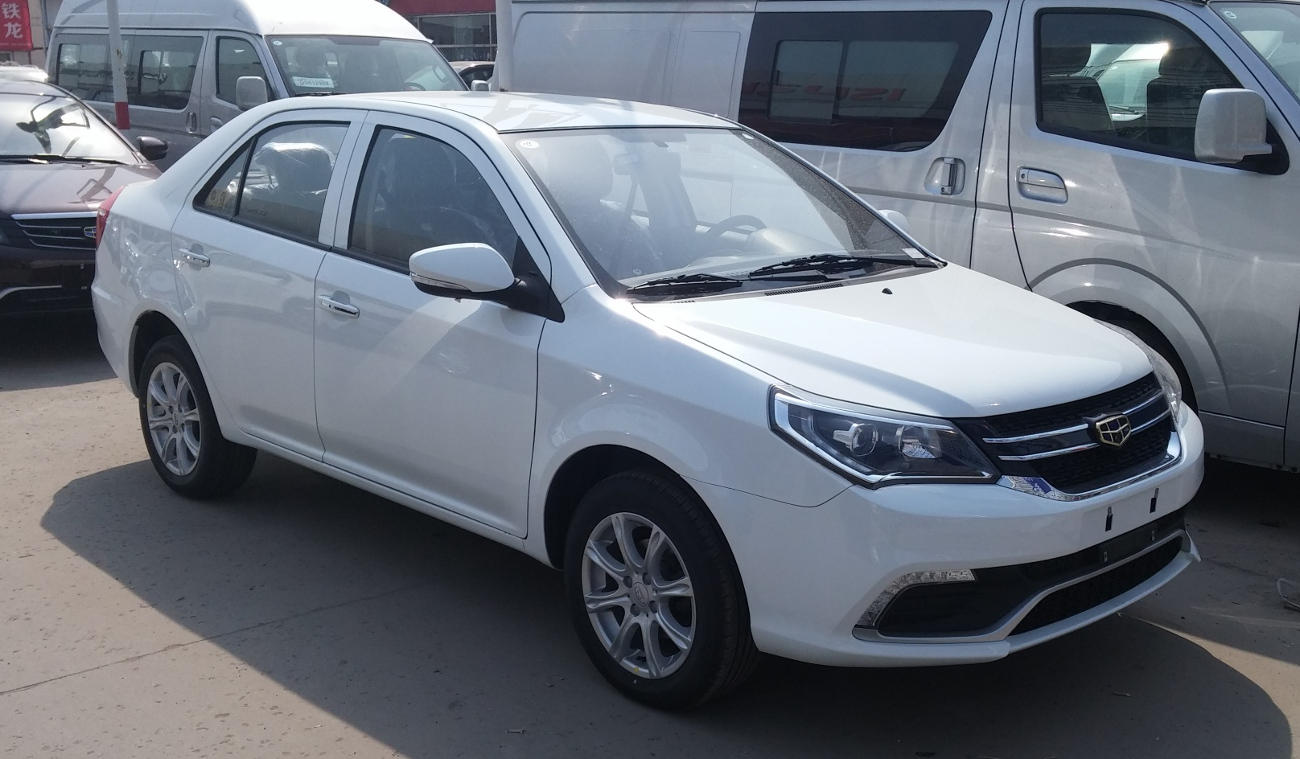
Geely MK (з 2014)

Модель, так само як і відома в Україні CK є дітищем спільної роботи Geely Holding Group та корейського Daewoo International. В Україні авто випускається на Кременчуцькому автоскладальному заводі (КрАСЗ) з осені 2007 року. В Україні продажі розпочалися у січні 2008 року. На цю модель Geely ставлять 4-циліндровий 16-клапанний бензиновий двигун об'ємом 1,6 л та потужністю 107 к.с. (двигун створено за технологіями Toyota). Заявлені витрати пального на трасі 6,5 л на 100 км.
Ходова автомобіля обладнана попереду важелями типу MacPherson, позаду балка.
На автосалоні у Детройті в 2008 році було представлено версію хетчбек під назвою Geely MK-2.
У 2011 році обидві моделі оновили, змінивши бампери, ґрати радіатора, торпедо і фари.
В 2014 році модель знову модернізували.

## Двигуни
| Індекс        | Модель двигуна | Об'єм    | Клапани/ГРМ | Потужність при об/хв   | Крутний момент при об/хв | Максимальна швидкість км/год |
| ------------- | -------------- | -------- | ----------- | ---------------------- | ------------------------ | ---------------------------- |
| Бензиновий Р4 |                |          |             |                        |                          |                              |
| 1,5i          | MR479QA        | 1498 см³ | 16/SOHC     | 94 к.с. (69 кВт)/6000  | 128 Нм/3400              | 160                          |
| 1,5i VVT      | ?              | 1498 см³ | 16/SOHC     | 100 к.с. (75 кВт)/5800 | 136 Нм/2800-3400         | 165                          |
| 1,6i          | MR481QA        | 1587 см³ | 16/SOHC     | 107 к.с. (79 кВт)/6000 | 137 Нм/3400              | 165                          |

## Geely MK Cross

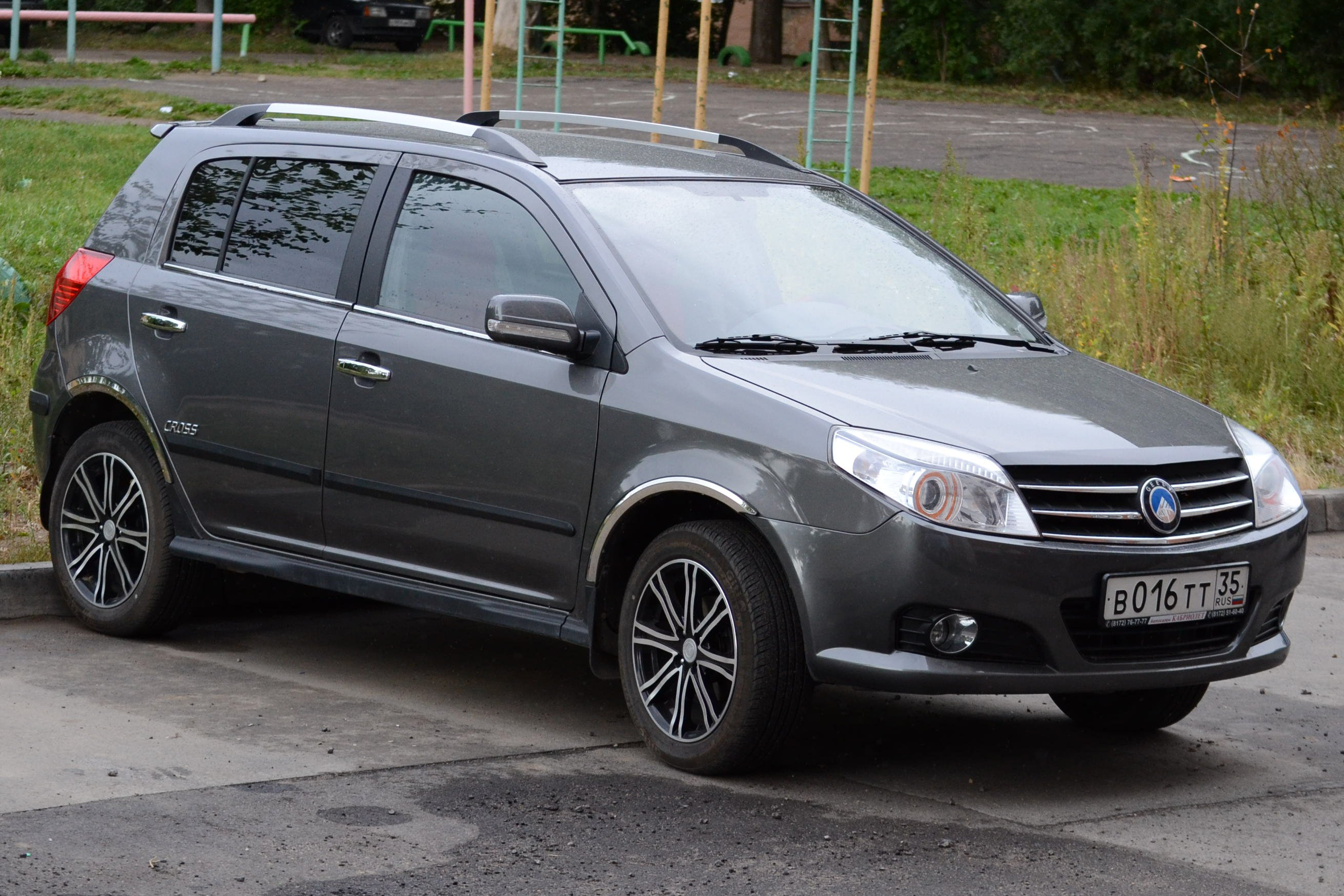
Geely MK Cross

Geely MK Cross — компактний міський кросовер розроблений на базі хетчбека Geely MK-2.
Geely MK Cross має збільшений дорожній просвіт, оновлений бампер і ґрати радіатора, оригінальні накладки на колісні арки і пороги, додаткові молдінги і рейлінги на даху з чорними дисками.
Geely MK Cross комплектується 4-циліндровим двигуном об'ємом 1,5 л і потужністю 94 к.с.

## Базова комплектація та ціни
У базову комплектацію входять подушки безпеки водія, ABS+EBD, електросклопіднімачі, електрорегулювання дзеркал, центральний замок, кондиціонер, гідропідсилювач керма, протитуманні фари, CD-програвач, легкосплавні диски.